# Zaraźnica
Zaraźnica (Phelipanche Pomel) – rodzaj roślin z rodziny zarazowatych. Obejmuje ok. 30–60 gatunków. Są one często włączane do rodzaju zaraza Orobanche w szerokim ujęciu tego rodzaju. Wszyscy przedstawiciele rodzaju to pasożyty różnych gatunków roślin.
Do flory Polski należą trzy lub cztery gatunki z tego rodzaju: zaraźnica gałęzista P. ramosa, zaraźnica niebieska P. purpurea, zaraźnica piaskowa P. arenaria oraz zaraźnica czeska P. bohemica.

## Systematyka
Rodzaj Phelipanche wyróżniany jest w niektórych ujęciach systematycznych wyodrębniających go z rodzaju zaraza Orobanche. Na celowość podziału rodzaju Orobanche wskazują badania molekularne, chromosomów, nad białkami, analizy porównawcze morfologii pyłku i znamion, ale niektóre wyniki badań nad genami i olejkami lotnymi nie potwierdzają takiego podziału. W efekcie niektóre bazy taksonomiczne rodzaj wyróżniają, a inne nie (pozostawiając zaliczane tu gatunki w ramach szeroko ujmowanego rodzaju Orobanche).
Wykaz gatunków
- Phelipanche aedoi Carlón, G. Gómez, M. Laínz, Moreno Mor., Ó. Sánchez & Schneew.
- Phelipanche aegyptiaca (Pers.) Pomel
- Phelipanche androssovii (Novopokr.) Soják
- Phelipanche arenaria (Borkh.) Pomel – zaraźnica piaskowa
- Phelipanche borissovae (Novopokr.) Soják
- Phelipanche brachypoda (Novopokr.) Soják
- Phelipanche brassicae (Novopokr.) Soják
- Phelipanche bungeana (Beck) Soják
- Phelipanche caesia (Rchb.) Soják
- Phelipanche camphorosmae Carlón, G. Gómez, M. Laínz, Moreno Mor., Ó. Sánchez & Schneew.
- Phelipanche caucasica (Beck) Sojak ex Teryokhin
- Phelipanche cernua Pomel
- Phelipanche chionistrae Ratzel, Hand, Christodoulou & Uhlich
- Phelipanche cilicica (Beck) Soják
- Phelipanche coelestis (Reut.) Soják
- Phelipanche dalmatica (Beck) Soják
- Phelipanche daninii (Domina & Raimondo) Domina
- Phelipanche eriophora (Bornm. & Gauba) Holub
- Phelipanche georgii-reuteri Carlón, G. Gómez, M. Laínz, Moreno Mor., Ó. Sánchez & Schneew.
- Phelipanche gratiosa (Webb) Carlón, G. Gómez, M. Laínz, Moreno Mor., Ó. Sánchez & Schneew.
- Phelipanche gussoneana (Lojac.) Domina, Raab-Straube & Uhlich
- Phelipanche hajastanica Piwow., Ó. Sánchez & Moreno Mor.
- Phelipanche hedypnoidis Rätzel, Ristow & Uhlich
- Phelipanche heldreichii (Reut.) Soják
- Phelipanche hirtiflora (Reut.) Soják
- Phelipanche hypertomentosa (M.J.Y. Foley) M.J.Y. Foley
- Phelipanche kelleri (Novopokr.) Soják
- Phelipanche lainzii J. Gómez Navarro, R. Roselló, J.B. Peris, A. Valdés & E. Sanchis
- Phelipanche lavandulacea (Rchb.) Pomel
- Phelipanche lavandulaceoides Carlón, G. Gómez, M. Laínz, Moreno Mor., Ó. Sánchez & Schneew.
- Phelipanche libanotica (Schweinf. ex Boiss.) Soják
- Phelipanche mongolica (Beck) Soják
- Phelipanche mutelii (F.W. Schultz) Pomel
- Phelipanche muteliformis (M.J.Y. Foley) M.J.Y. Foley
- Phelipanche nana ([F.W. de Noë ex.] Rchb. fil.) Soják
- Phelipanche nikitae Teryokhin
- Phelipanche nowackiana (Markgr.) Soják
- Phelipanche olbiensis (Coss.) Carlón, G. Gómez, M. Laínz, Moreno Mor., Ó. Sánchez & Schneew.
- Phelipanche oxyloba (Reut.) Soják
- Phelipanche pallens (Bunge ex Ledeb.) Soják
- Phelipanche penduliflora (Gilli) Holub
- Phelipanche persica (Beck) Piwow., Ó. Sánchez & Moreno Mor.
- Phelipanche portoilicitana (A. Pujadas & M.B. Crespo) Carlón, G. Gómez, M. Laínz, Moreno Mor., Ó. Sánchez & Schneew.
- Phelipanche psila (Clarke ex Hook. f.) Soják
- Phelipanche pulchella (C.A. Mey.) Soják
- Phelipanche purpurea (Jacq.) Soják – zaraźnica niebieska
- Phelipanche ramosa (L.) Pomel – zaraźnica gałęzista
- Phelipanche resedarum Carlón, G. Gómez, M. Laínz, Moreno Mor., Ó. Sánchez & Schneew.
- Phelipanche reuteriana (Rchb. fil.) Carlón
- Phelipanche rosmarina ([Welw. ex] Beck [1921]) Banfi
- Phelipanche schultzii (Mutel) Pomel
- Phelipanche schultzioides M.J.Y. Foley
- Phelipanche schweinfurthii (Beck) Soják
- Phelipanche septemloba (Beck) Soják
- Phelipanche serratocalyx (Beck) Soják
- Phelipanche sevanensis Piwow., Ó. Sánchez & Moreno Mor.
- Phelipanche simplex (Reut.) Piwow., Ó. Sánchez & Moreno Mor.
- Phelipanche tricholoba (Reut.) Domina
- Phelipanche tzvelevii Teryokhin
- Phelipanche umqasrensis Al-Mayah & Al-Asadi
- Phelipanche zangezuri Piwow., Ó. Sánchez & Moreno Mor.